# Iperbata
Iperbata (in greco antico: Ὑπερβατᾶς?, Yperbatàs; III secolo a.C.) è stato un militare greco antico, stratego della lega achea nel 226-225 a.C.
Eletto stratego al posto di Arato di Sicione per l'anno 226-225 a.C., esercitò formalmente il comando della lega achea, ma fu di fatto affiancato dal suo più autorevole predecessore.
Durante il suo mandato, mentre era in corso la cosiddetta guerra cleomenea contro Sparta, la lega achea perse Mantinea e fu rovinosamente sconfitta nel corso della battaglia di Dime (226 a.C.) ad opera dell'esercito di Cleomene III.
L'anno successivo gli succedette Timosseno alla guida della lega.